# Peruhvidvingedue
Peruhvidvingedue (latin: Zenaida meloda) er en due, der lever ved de vestlige kyster af Sydamerika.